# Гиффай, Франциска
Франци́ска Ги́ффай (нем. Franziska Giffey), урождённая Франци́ска Зю́льке (нем. Franziska Süllke; род. 3 мая 1978, Франкфурт-на-Одере) — немецкий юрист и политик, член Социал-демократической партии, Правящий бургомистр Берлина и премьер-министр земли Берлин с 21 декабря 2021 года по 27 апреля 2023 года.

## Биография

### Ранние годы
В 1997 году окончила гимназию имени Вернера Зеленбиндера в Фюрстенвальде и начала изучать английский и французский языки в Берлинском университете имени Гумбольдта, однако ей диагностировали слабую гортань и запретили работать учителем, вследствие чего Франциска перешла на курс управления и права в Берлинском  институте прикладных наук и в 2001 году успешно его окончила. В 2003—2005 годах окончила там же магистратуру по специальности «Европейское деловое администрирование», а в 2005—2009 годах окончила аспирантуру в институте имени Отто Зура при Свободном университете Берлина (в 2010 году написала диссертацию на тему «Европейский путь к гражданину — политика Европейской комиссии по привлечению гражданского общества» на примере Берлинского округа Нойкёльн).

### Политическая карьера
Член СДПГ с 2007 года. С 2010 года отвечала в окружном совете Нойкёльна за вопросы образования, культуры и спорта.
15 апреля 2015 года вступила в должность бургомистра округа Нойкёльн, который известен в Берлине под прозвищами «округ проблем» (Problembezirk), «округ происшествий» (Szenebezirk), «гетто Большого города» (Großstadtgetto), «Центральный хипстерский» (Hipster Central) и прочими, где Гиффай включилась в решение таких проблем, как интеграция иммигрантов, рост преступности и популярности партии Альтернатива для Германии.

### Деятельность в четвёртом правительстве Меркель
14 марта 2018 года получила портфель министра по делам семьи, пожилых граждан, женщин и молодёжи Германии при формировании четвёртого правительства Меркель. После протестов в Хемнице в 2018 г. Гиффай была первым членом кабинета Меркель, посетившим место гибели 35-летнего немецкого плотника — она возложила цветы и заявила, что федеральное правительство должно обратить внимание на проблему, вызвавшую озабоченность общества.
13 ноября 2020 года была вынуждена отказаться от докторской степени вследствие обвинений в плагиате. Из-за последствий того же плагиаторского скандала подала в отставку с поста министра 19 мая 2021 года.

### Борьба за пост правящего бургомистра Берлина
28 ноября 2020 года после отказа Михаэля Мюллера от борьбы за сохранение лидерства в столичной организации СДПГ Франциска Гиффай вместе с Раедом Салехом избраны сопредседателями городского отделения партии (Берлин имеет статус федеральной земли). За кандидатуру Гиффай проголсоовали 89,4 % делегатов партийной конференции.
26 сентября 2021 года в Берлине состоялись региональные выборы, которые принесли СДПГ относительную победу с результатом чуть выше 21 %. Одновременно с выборами проводился городской консультативный референдум о национализации в Берлине 240 тысяч квартир (15 % наёмного жилья), принадлежащих крупным корпорациям недвижимости, с целью смягчения жилищного кризиса (стоимость аренды жилья в период с 2007 по 2019 год выросла на 85 %, хотя и остаётся ниже, чем в Лондоне и Париже). Новое правительство должно будет решать проблему с учётом волеизъявления избирателей, 56,4 % которых поддержали предложенную кардинальную меру (при этом сама Гиффай публично высказывалась против неё).

### Бургомистр Берлина
21 декабря 2021 года Палата депутатов Берлина проголосовала за наделение Гиффай полномочиями правящего бургомистра — её кандидатуру поддержали 84 депутата (для обеспечения большинства достаточно 74 голоса), 52 депутата высупили против. При этом общая численность депутатов от сложившейся коалиции СДПГ, «зелёных» и Левых составила 92 депутата.
16 декабря 2022 года в Берлине разрушился один из крупнейших в мире цилиндрических аквариумов — AquaDom, вследствие чего на улицу вылилось около 1 миллиона литров воды, содержащей около 1500 рыб.
12 февраля 2023 года в Берлине состоялись повторные выборы ввиду решения земельного конституционного суда 16 ноября 2022 года об отмене результатов выборов 2021 года вследствие множества процессуальных нарушений. Результат берлинских социал-демократов оказался худшим за всю историю — 18,5 %.

### Работа в Сенате Берлина
27 апреля 2023 года Франциска Гиффай стала заместителем лидера берлинской организации ХДС Кая Вегнера, избранного правящим бургомистром голосами 86 депутатов от ХДС и СДПГ, и получила в своё ведение экономические вопросы в Сенате Берлина.

### Нападение в мае 2024 года
7 мая 2024 года во время мероприятия в берлинской библиотеке на Гиффай напал 74-летний мужчина, который нанес ей телесные повреждения головы и шеи.

## Семья
Франциска Гиффай замужем за ветеринаром с 2009 года; у пары есть один ребёнок. Она ― тётя известного баскетболиста, игрока сборной команды Германии Нильса Гиффая.